# Carlos Alcaraz
Carlos Alcaraz Garfia (Murcia, 5 maggio 2003) è un tennista spagnolo.
Talento precoce, è il più giovane tennista ad essere diventato nº 1 del mondo nella storia del ranking ATP, avendo raggiunto la vetta della classifica a 19 anni e 4 mesi nel 2022, superando il record precedentemente detenuto da Lleyton Hewitt (20 anni e 8 mesi) che durava dal 2001.
Complessivamente vanta 22 titoli conquistati nel circuito maggiore, tra cui cinque tornei del Grande Slam e otto Masters 1000, oltre alla medaglia d'argento ai Giochi olimpici di Parigi 2024.

## Carriera
Figlio d'arte, Carlos Alcaraz Garfia è nato il 5 maggio 2003 a Murcia. Ha cominciato a giocare all'età di quattro anni nella scuola di tennis diretta dal padre e dai suoi primi anni l'idolo a cui si ispira è il connazionale Rafael Nadal. Si è messo in luce fin da bambino diventando campione regionale under-10. A quindici anni fu notato da Juan Carlos Ferrero e da lì ha iniziato ad allenarsi presso l'accademia Equelite di Villena gestita dall'ex numero uno del mondo, che è diventato il suo coach.

### Juniores
Disputa il primo torneo juniores ITF a squadre nell'agosto 2017 con la Spagna nelle prestigiose ITF World Junior Tennis Finals; vince tutti i primi incontri giocati e porta gli iberici in finale, dove perde sia il singolare sia il doppio - il torneo viene vinto dalla Svizzera. Quello stesso anno vince il torneo "Invitational Lacoste" di Londra, una sorta di Masters riservato agli under 14. Rientra nel circuito juniores ITF nel 2018 e comincia a giocare con continuità, vincendo in luglio il suo primo torneo di Grade 2 a Castricum.
A settembre vince la Coppa Davis Junior a Budapest battendo in finale la Francia; grazie alle sue vittorie in singolare e in doppio la Spagna vince 2-1 la sfida e si aggiudica per la sesta volta il trofeo. Nel 2019 vince il torneo di Grade 1 a Villena, partecipa al Roland Garros perdendo al primo turno ed uscendo nei quarti di finale a Wimbledon; proprio il torneo londinese sarà il suo ultimo impegno da juniores prima di diventare professionista.

### 2018-2020: esordio nel circuito maggiore, primi titoli ITF e Challenger
Dopo l'eliminazione nelle qualificazioni all'ITF Futures Spain F3 a gennaio del 2018 a Maiorca, a febbraio supera le qualificazioni e fa il suo esordio nel tabellone principale di un torneo ITF Spain F5 a Murcia dove raggiunge il terzo turno, diventando a 14 anni e 9 mesi il secondo spagnolo più giovane a conquistare un punto ATP davanti anche a Rafael Nadal.
Nel gennaio 2019 raggiunge le semifinali all'ITF M15 di Palma Nova. In aprile, grazie ad una wild card, fa il suo esordio nel circuito Challenger al JC Ferrero Challenger Open. Al primo turno incontra per la prima volta il suo rivale Jannik Sinner, reduce da 3 titoli e una striscia di 16 vittorie consecutive, e lo supera a sorpresa. Comincia a giocare con frequenza nei tornei professionistici sfruttando altre wild card; a fine aprile fa il suo debutto nel circuito maggiore, qualificandosi al tabellone principale dell'ATP 500 di Barcellona. In luglio vince il primo titolo da professionista al torneo ITF M25 di Dénia.
Comincia il 2020 vincendo due ITF M15 consecutivi a Manacor e raggiungendo la finale di un altro M15 ad Adalia. A febbraio riceve una wild card per il tabellone principale a Rio de Janeiro, dove al primo turno supera il nº 41 del ranking Albert Ramos Viñolas, primo top 100 sconfitto in carriera. Al ritorno dalla sospensione dovuta alla pandemia di COVID-19, conquista il suo primo torneo Challenger a Trieste partendo dalle qualificazioni e battendo in finale in due set Riccardo Bonadio. Continua a scalare rapidamente la classifica mondiale e la settimana successiva giunge in finale al torneo di Cordenons contro Bernabe Zapata Miralles. Alla sua prima esperienza in una prova del Grande Slam, a settembre, viene sconfitto al primo turno di qualificazione del Roland Garros. L'11 ottobre vince a Barcellona il suo secondo titolo Challenger superando in finale Damir Džumhur. Si ripete la settimana dopo sconfiggendo il connazionale Pedro Martínez nella finale di Alicante. Grazie a questi risultati, il 19 ottobre si trova al 136º posto del ranking ATP, dopo che aveva cominciato il 2020 al 490º posto. A fine stagione i colleghi dell'ATP gli assegnano il premio per l'esordiente dell'anno.

### 2021: primo titolo ATP, quarti agli US Open, vittoria alle Next Gen ATP Finals e top 40
Inizia la stagione 2021 a febbraio affrontando la sua prima trasferta australiana e al secondo turno dell'ATP 250 di Melbourne concede solo 6 giochi al nº 14 del mondo David Goffin, prima di essere eliminato da Thiago Monteiro. La settimana dopo fa il suo esordio nel tabellone principale di un torneo Slam superando le qualificazioni all'Australian Open, nel quale prevale su Botic van de Zandschulp, ma poi cede in quattro set a Mikael Ymer. Nei quattro tornei che seguono vince un solo incontro, venendo eliminato al primo turno del Miami Open, alla sua prima esperienza in un torneo Masters 1000. Torna al successo in aprile al primo turno dell'ATP 250 di Marbella, vincendo in rimonta al secondo turno contro il veterano Feliciano López, e nei quarti concede solo 6 giochi a Casper Ruud, approdando per la prima volta a una semifinale ATP. Gli nega la finale Jaume Munar, che si impone per 7–6, 6–4.

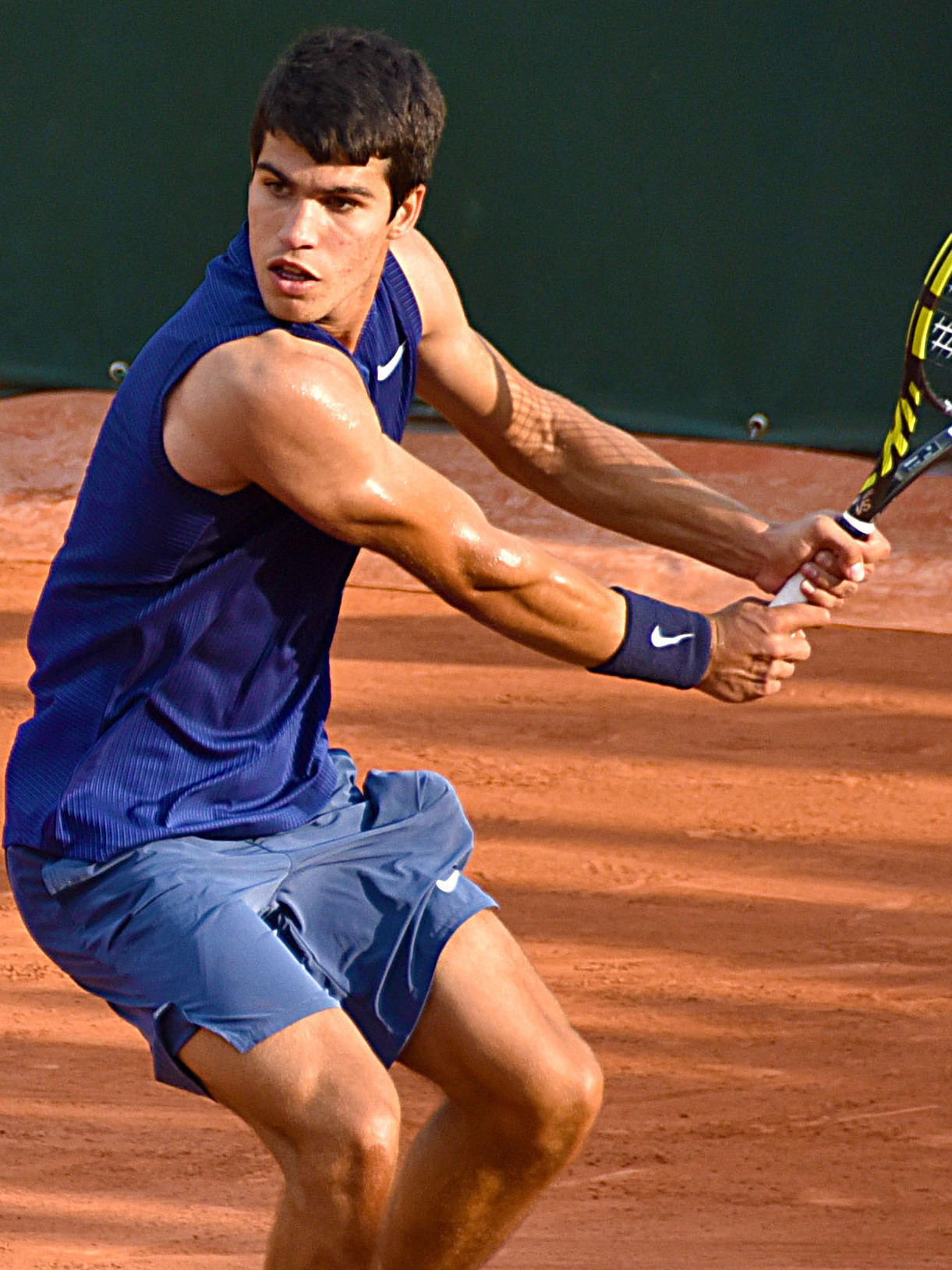
Alcaraz all'Open di Francia 2021

Nei successivi tre tornei supera il primo turno solo al Madrid Open e al secondo turno raccoglie solo tre giochi nel suo primo confronto con Rafael Nadal. In maggio vince il Challenger 125 di Oeiras sconfiggendo in finale Facundo Bagnis; grazie a questo successo fa il suo ingresso nella top 100, della quale risulta il giocatore più giovane. Supera le qualificazioni al Roland Garros concedendo in totale solo 11 game. Esordisce nel main draw sconfiggendo Zapata Miralles e al secondo turno batte Nikoloz Basilašvili; al suo primo incontro di terzo turno in un torneo dello Slam viene sconfitto da Jan-Lennard Struff. Debutta a Wimbledon per diritto di classifica e sconfigge in cinque set Yasutaka Uchiyama, al secondo turno raccoglie solo 7 giochi contro Daniil Medvedev. A luglio vince il torneo di Umago, suo primo titolo ATP, a 18 anni, battendo in finale Richard Gasquet per 6–2, 6–2. A 18 anni 2 mesi e 20 giorni, diventa il più giovane campione ATP dopo Kei Nishikori, che vinse a Delray Beach nel 2008 a 18 anni e un mese; con questo successo guadagna 18 posizioni nel ranking e arriva ad occupare la 55ª.
Inizia la sua prima trasferta estiva americana superando le qualificazioni al Cincinnati Open, ma viene eliminato al primo turno del main draw da Lorenzo Sonego. Riprende l'ascesa in classifica raggiungendo la semifinale a Winston-Salem in cui viene battuto a sorpresa da Mikael Ymer. Desta sensazione la sua vittoria al terzo turno degli US Open contro il nº 3 del mondo Stefanos Tsitsipas, primo top 10 da lui sconfitto, e con il successo su Peter Gojowczyk diventa il più giovane tennista dell'era Open ad accedere ai quarti di finale dello Slam newyorkese. Un infortunio muscolare alla coscia lo costringe al ritiro durante il match con Félix Auger-Aliassime e a recuperare un mese lontano dal circuito. Eliminato al primo turno dell'Indian Wells Open da Andy Murray, si prende la rivincita sullo scozzese al secondo turno dell'ATP 500 di Vienna, dove sconfigge poi in tre set il nº 7 del mondo Matteo Berrettini per essere infine battuto in semifinale da Alexander Zverev. Al successivo Paris Masters supera in due set il nº 9 del mondo Jannik Sinner, ma viene eliminato al terzo turno da Hugo Gaston, a fine torneo porta il best ranking alla 32ª posizione mondiale. Il 13 novembre vince le Next Gen ATP Finals, battendo in tre set Sebastian Korda. Subito dopo risulta positivo a un test del COVID-19 e deve rinunciare alla fase finale di Coppa Davis.

### 2022: vittorie a Miami, Madrid ed allo US Open e numero uno al mondo
Salta i primi appuntamenti del 2022 e fa il suo esordio stagionale direttamente agli Australian Open, sua prima volta da teste di serie in uno Slam: a Melbourne supera Tabilo e Lajović prima di essere eliminato al tie-break del quinto set da Berrettini. All'esordio stagionale sulla terra rossa a Rio de Janeiro si prende la rivincita sull'italiano nei quarti di finale e si aggiudica il primo torneo di categoria ATP 500 superando in finale Diego Schwartzman. Fa quindi il suo esordio nella squadra spagnola di Coppa Davis nell'eliminatoria vinta 3-1 contro la Romania nella quale sconfigge Marius Copil nell'unico incontro disputato. A Indian Wells raggiunge senza perdere alcun set la sua prima semifinale in un Master 1000, superando tra gli altri i top 20 Roberto Bautista Agut e Cameron Norrie e venendo sconfitto al terzo set solo da Rafael Nadal. Al successivo Miami Open vince il suo primo titolo in un Masters 1000. Dopo aver eliminato in due set Márton Fucsovics, Marin Čilić e il nº 5 del mondo Stefanos Tsitsipas, nei quarti supera al terzo set Miomir Kecmanović al termine di un incontro equilibrato. In semifinale ha la meglio in due tie-break sul campione uscente e nº 10 del mondo Hubert Hurkacz e in finale supera il nº 8 Casper Ruud con il punteggio di 7–5, 6–4. Non ancora diciannovenne, diventa il più giovane giocatore ad aver vinto il torneo, nonché primo spagnolo. Scala ulteriormente la classifica arrivando a ridosso della top-10, precisamente al nº 11, suo nuovo best ranking.

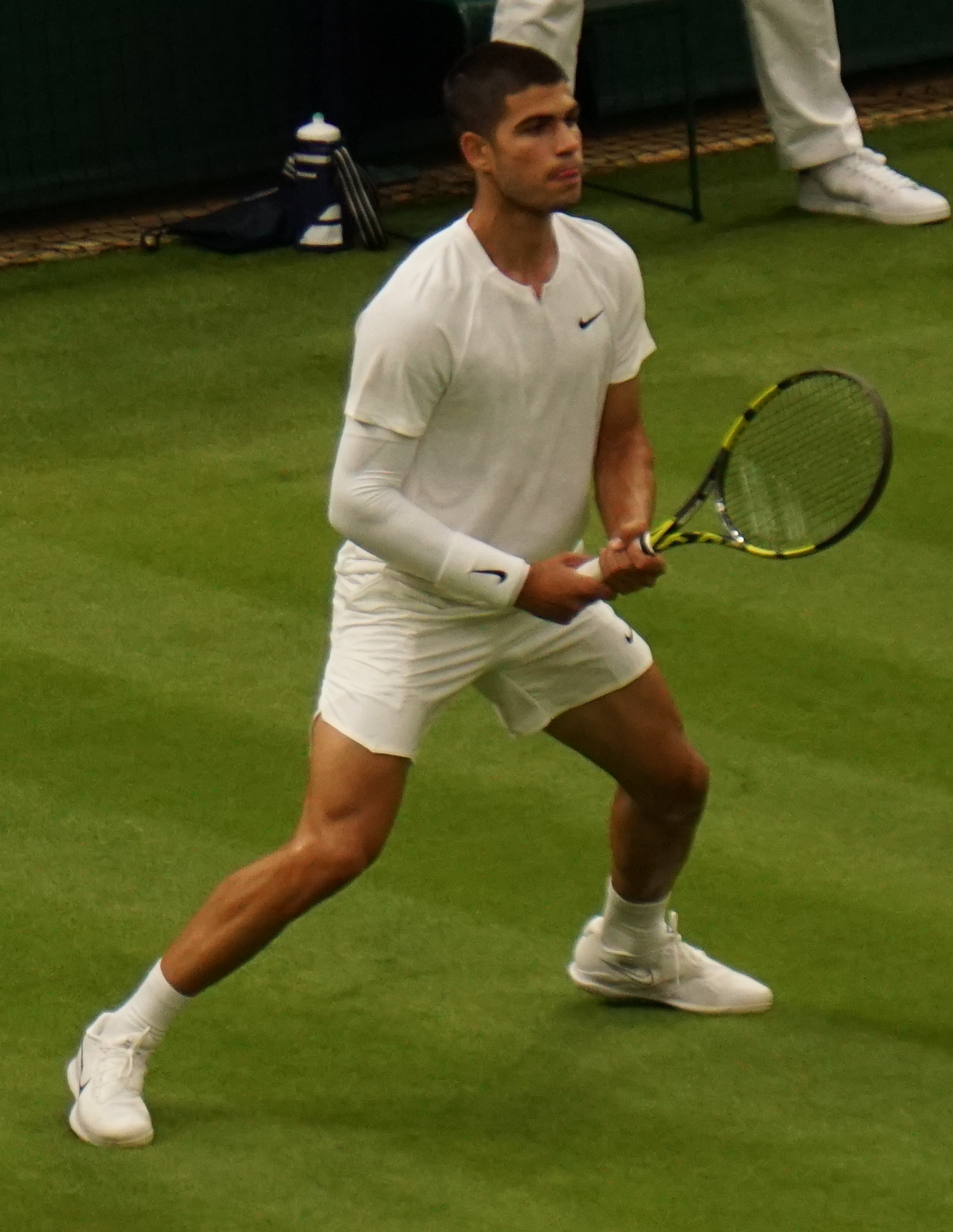
Carlos Alcaraz al torneo di Wimbledon 2022

Vince l'ATP 500 di Barcellona, eliminando di nuovo Tsitsipas e Alex de Minaur (al quale annulla 2 match-point) e sconfiggendo in finale Pablo Carreño Busta per 6–3, 6–2. Debutta così nella top- 10 mondiale, alla 9ª posizione. Nel Masters 1000 madrileno supera Basilašvili e al secondo turno Norrie, mentre nei quarti di finale – nonostante un infortunio alla caviglia – si impone in tre set su Nadal, che lo aveva battuto nei primi due incontri disputati, diventando il semifinalista più giovane nella storia del torneo. Supera il nº 1 del mondo Novak Đoković, con il punteggio di 6–7, 7–5, 7–6, ed in finale sconfigge il nº 3 ATP e campione uscente Alexander Zverev con il punteggio di 6–3, 6–1. Torna in campo al Roland Garros, dove nei quarti di finale ritrova il tedesco, che si prende la rivincita battendolo al quarto set. Al primo turno a Wimbledon elimina Jan-Lennard Struff in rimonta dopo aver perso i primi due set, supera quindi Griekspoor e Otte prima di cedere in quattro set a Sinner al quarto turno. Subisce la prima sconfitta in una finale del circuito maggiore al successivo ATP 500 di Amburgo, battuto a sorpresa in tre set dal nº 62 del ranking Lorenzo Musetti. Raggiunge la finale anche a Umago, dov'è campione uscente, ma perde ancora una volta contro Sinner; a fine torneo sale al 4º posto mondiale. Al Masters 1000 di Montréal viene battuto da Tommy Paul al secondo turno, mentre a Cincinnati viene eliminato in tre set da Norrie nei quarti di finale.
Negli US Open prevale al quinto set dei quarti di finale contro Sinner, dopo oltre cinque ore di gioco e dopo avergli annullato un match point. Impiega cinque set anche in semifinale per sconfiggere la sorpresa del torneo Frances Tiafoe. Alla prima finale Slam in carriera affronta Casper Ruud, al quale contende sia il primo titolo Slam che il primo posto del ranking, e trionfa con il punteggio di 6–4, 2–6, 7–6, 6–3. Conquista così il primo titolo Slam e diventa il più giovane nº 1 nella storia del ranking ATP, ad appena 19 anni e 4 mesi.
Vince uno dei due incontri disputati nella fase a gironi delle finali di Coppa Davis contribuendo al passaggio della Spagna ai quarti di finale. Eliminato al primo turno ad Astana da Goffin, perde in semifinale a Basilea contro Félix Auger-Aliassime. Al Masters di Parigi Bercy si ritira durante il secondo set dei quarti contro il futuro vincitore Holger Rune. Un infortunio agli addominali pone fine alla stagione senza prendere parte alle sue prime ATP Finals e alla Coppa Davis. Ciononostante, termina il 2022 in vetta alla classifica mondiale.

### 2023: vittorie a Wimbledon, Indian Wells e Madrid
Rinuncia agli Australian Open, dove Đoković si aggiudica il decimo titolo e si riprende il primo posto del ranking. Al rientro vince il torneo di Buenos Aires con il successo su Norrie. Finale che si replica al successivo a Rio de Janeiro, dove è il britannico a spuntarla al terzo set, complice anche un infortunio alla coscia riportato dallo spagnolo durante l'incontro.
Alcaraz si aggiudica il titolo anche al master di Indian Wells, senza perdere alcun set - con la vittoria su Griekspoor al terzo turno raggiunge la 100ª vittoria ATP in carriera, diventando il secondo tennista più rapido a tagliare tale traguardo, dietro solo a John McEnroe. Ai quarti supera la testa di serie nº 8 Félix Auger-Aliassime e in semifinale ha la meglio su Sinner. In finale concede solo cinque giochi a un Daniil Medvedev reduce da una striscia di 19 successi consecutivi. Grazie a questa vittoria, torna in cima alla classifica mondiale.
A Miami arriva in semifinale, battendo fra gli altri gli statunitensi Tommy Paul e Taylor Fritz, senza perdere un set, ma qui Sinner si prende la rivincita sconfiggendolo in tre set. Rinuncia al Masters di Monte Carlo a causa di un'artrite post-traumatica alla mano sinistra e dolori muscolari alla colonna vertebrale, entrambi rimediati nel corso della semifinale a Miami. Al rientro difende il titolo vinto al torneo di Barcellona senza perdere alcun set, sconfiggendo in finale il numero 3 del mondo Stefanos Tsitsipas.
A Madrid supera tra gli altri Grigor Dimitrov, Alexander Zverev, prima della finale vinta in 3 set contro il lucky loser Jan-Lennard Struff, aggiudicandosi il quarto Masters 1000 della carriera, e diventando il primo tennista di sempre dopo Rafael Nadal a difendere entrambi i titoli di Barcellona e Madrid nello stesso anno. Inoltre, con questo vittoria prolunga la striscia di successi consecutivi sulla terra rossa iberica a 21 incontri. Al Master 1000 di Roma supera all'esordio Albert Ramos Viñolas, ma al secondo turno cede a sorpresa al numero 135 mondiale, l'ungherese Fábián Marozsán.
Si presenta al Open di Francia 2023 da prima testa di serie. Si inserisce nella lista degli ultimi otto dopo aver ceduto solamente un set a Taro Daniel nel secondo turno. Nei quarti batte per la seconda volta in stagione Stefanos Tsitsipas. In semifinale affronta Đoković, a cui cede col punteggio di 3–6, 7–5, 1–6, 1–6 in una partita fortemente condizionata dai crampi che hanno impedito allo spagnolo di competere al 100%.

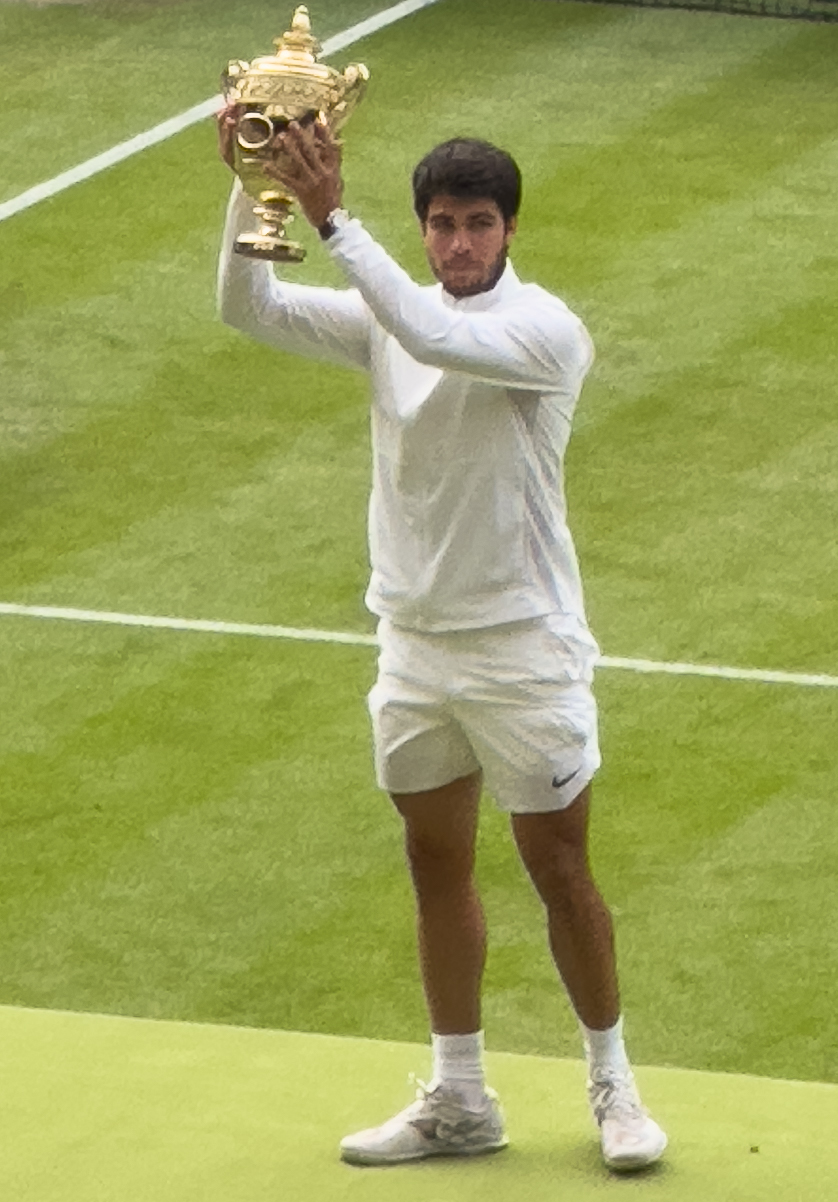
Alcaraz campione a Wimbledon 2023

Al Queen's raggiunge la finale senza cedere alcun set contro Jiří Lehečka, Dimitrov e Sebastian Korda e conquista il titolo battendo Alex de Minaur. Arriva in finale anche a Wimbledon battendo nei quarti Rune e in semifinale Medvedev. In finale affronta nuovamente Djokovic: i due si contendono oltre al titolo il primo posto in classifica; ha la meglio l'iberico dopo quasi 5 ore di gioco con il punteggio di 1–6, 7–6, 6–1, 3–6 e 6–4, conquistando il secondo Slam in carriera e interrompendo l'imbattibilità del serbo sul campo centrale dei Championships che durava da più di dieci anni.
In agosto prende parte al Canadian Open dove, dopo aver eliminato Ben Shelton e Hurkacz, viene sconfitto ai quarti di finale in tre set da Tommy Paul. A Cincinnati raggiunge la finale battendo nuovamente Hurkacz, al quale annulla un match point. Qui ritrova ancora Novak Djokovic, che questa volta riesce a prevalere in tre set. Si presenta come campione in carica agli US Open arrivando in semifinale perdendo un solo set, per essere poi eliminato da Medvedev in quattro set. Torna in campo al China Open di Pechino, dove raggiunge la semifinale contro Sinner. Al Masters di Shanghai si spinge fino agli ottavi di finale contro Dimitrov. Esce prematuramente al terzo turno del Masters di Parigi-Bercy contro Roman Safiullin. Fa il suo esordio alle ATP Finals di Torino perdendo contro Alexander Zverev, ma grazie alle vittorie riportate contro Rublev e Medvedev si qualifica alle semifinali, dove viene eliminato dal futuro vincitore Djokovic. Termina l'anno come numero 2 del mondo.

### 2024: vittorie al Roland Garros e Wimbledon, medaglia d'argento alle Olimpiadi
Inizia l'anno direttamente all'Australian Open raggiungendo per la prima volta nella manifestazione i quarti di finale, persi in quattro set contro Alexander Zverev. A febbraio prende parte al torneo ATP 250 di Buenos Aires sulla terra battuta dove giunge la semifinale, sconfitto da Nicolás Jarry, mentre al primo turno dell'ATP 500 di Rio de Janeiro è costretto al ritiro per un infortunio alla caviglia.
Torna in campo per il Masters di Indian Wells, dove riesce a difendere il titolo, battendo ai quarti Alexander Zverev, in semifinale Sinner, ponendo fine alla sua striscia di 19 vittorie consecutive, e Medvedev in finale. Per l'iberico si tratta del quinto titolo a livello Masters 1000. A Miami si ferma ai quarti di finale, estromesso da Dimitrov. Salta i tornei di Monte Carlo e Barcellona a causa di un infortunio al braccio destro. A Madrid da campione in carica perde ai quarti di finale contro Andrey Rublev, futuro vincitore del torneo. Non riesce a partecipare agli Internazionali d'Italia a causa dello stesso problema al braccio che lo aveva fermato precedentemente.

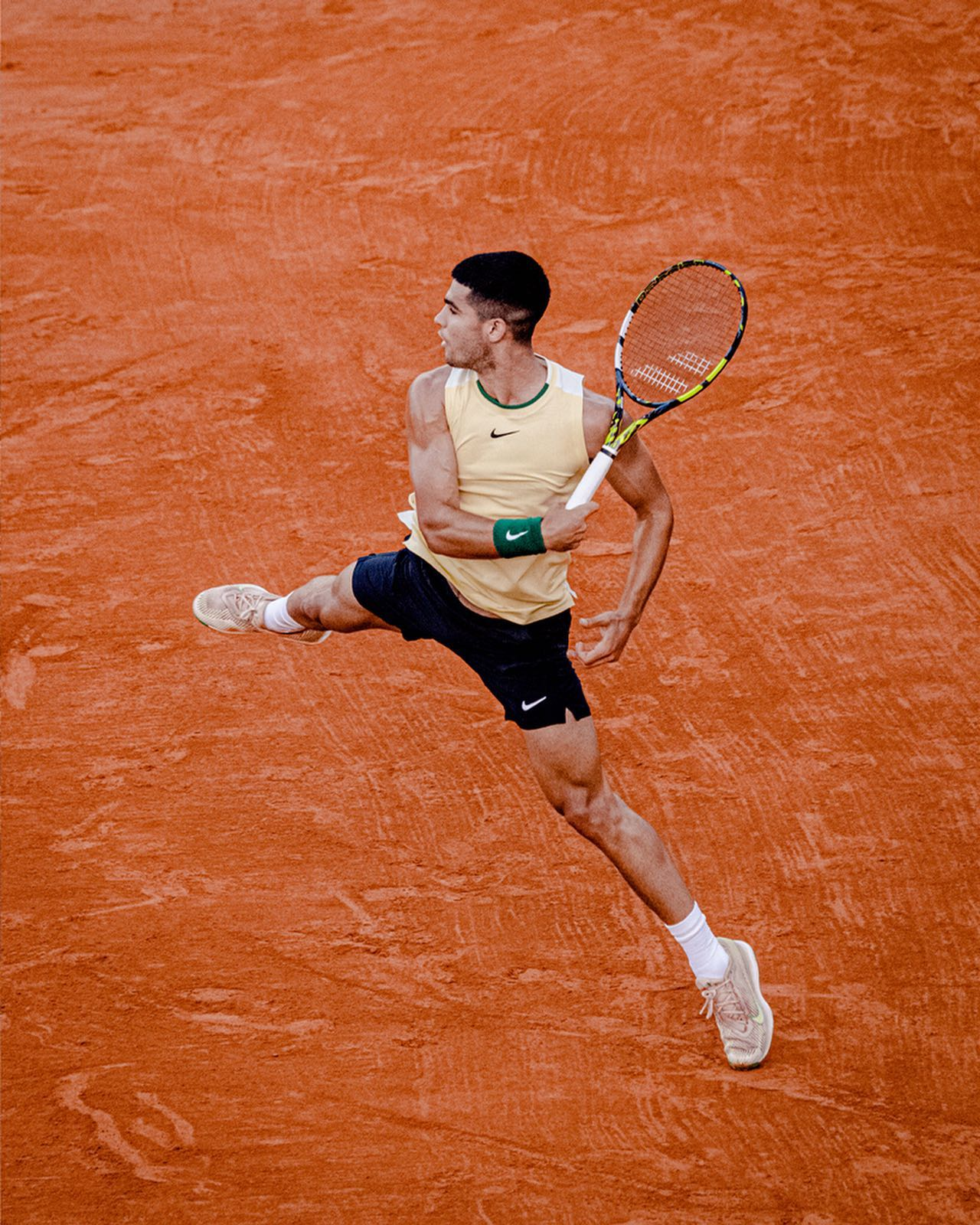
Alcaraz in azione all'Argentina Open nel febbraio 2024.

Ritorna in campo direttamente nello Slam parigino, dove raggiunge la sua terza finale Slam in carriera battendo Sinner in semifinale. Nell'incontro valevole per il titolo ha la meglio anche su Alexander Zverev dopo aver recuperato uno svantaggio di 2 set a 1, vincendo per 6–3, 2–6, 5–7, 6–1, 6–2. Diviene così il più giovane tennista ad aver vinto tre Slam su tre diverse superfici. Appena due settimane dopo, inaugura la stagione su erba al Queen's, dove da campione in carica perde contro il padrone di casa Jack Draper al secondo turno.
Torna in campo nel torneo di Wimbledon, dove arriva nuovamente in finale e per il secondo anno consecutivo, il suo avversario in finale è Novak Djokovic, che lo spagnolo batte più nettamente rispetto all'anno precedente, in tre set, per 6–2, 6–2, 7–6(4), conquistando il suo quarto Slam su altrettante finali disputate.
Si aggiudica la medaglia d'argento ai Giochi Olimpici di Parigi 2024, eliminando Auger-Aliassime in semifinale e perdendo infine contro Djokovic il match che assegnava la medaglia d'oro.
Torna in campo al Masters 1000 di Cincinnati dove l'anno precedente era arrivato in finale, ma viene eliminato da Monfils al primo turno. Agli US Open supera il primo turno con Li Tu per poi essere eliminato al secondo turno da Botic Van De Zandschulp in tre set.
A fine settembre partecipa per la prima volta alla competizione della Laver Cup. Contribuisce alla vittoria del Team Europe battendo l'americano Shelton e vincendo in doppio assieme a Ruud nonostante avesse perso il precedente insieme ad Alexander Zverev. Viene schierato nell'incontro decisivo contro Fritz e consegna il punto della vittoria alla sua squadra battendo l'americano in due set.
In terra asiatica vince la finale dell’ATP Tour 500 del China Open battendo in finale Sinner in tre set. Viene successivamente eliminato ai quarti di Shangai dal ceco Tomáš Macháč. Al Masters di Parigi-Bercy viene estromesso al terzo turno da Humbert. Prende parte alle ATP Finals venendo sorteggiato nel girone con Ruud, Rublëv e Zverev, ma Alcaraz non riesce a passare alle fasi finali del torneo.
A novembre debutta per la prima volta nella fase finale di Coppa Davis, nel primo incontro dei quarti di finale supera in rimonta Tallon Griekspoor, perdendo poi il doppio decisivo insieme a Marcel Granollers. Chiude l'annata alla 3ª posizione mondiale.

### 2025: Roland Garros, Monte Carlo, Roma, Cincinnati e altri 2 titoli ATP
Comincia la sua stagione agli Australian Open in cui si spinge fino ai quarti di finale, persi contro Novak Đoković in quattro set. Vince in seguito il Rotterdam Open superando in finale Alex de Minaur. Diventa così il primo spagnolo a vincere l'ATP 500 olandese e il tennista più giovane ad aver vinto almeno un titolo a livello ATP su ogni superficie (erba, terra rossa, cemento indoor e cemento outdoor). Al Qatar Open esce sconfitto ai quarti di finale contro Jiří Lehečka in tre set, e in seguito partecipa ad Indian Wells da due volte campione in carica: raggiunte le semifinali, viene sorpreso dalla 13ª testa di serie e futuro campione del torneo Jack Draper. A Miami Open cede invece all'esordio contro David Goffin.

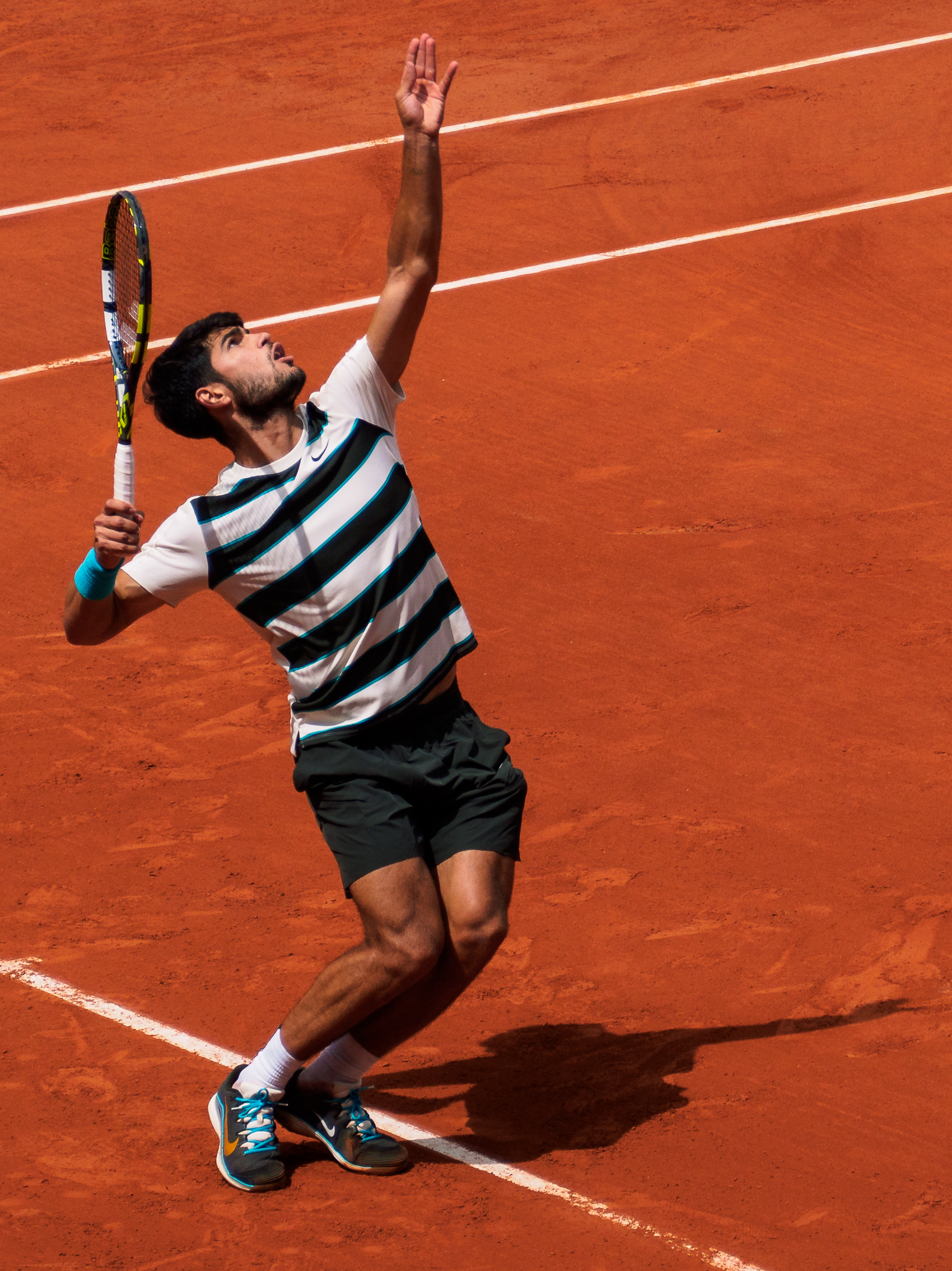
Carlos Alcaraz (futuro campione del torneo) si prepara al servizio durante il match contro l'italiano Zeppieri al Roland Garros nel 2025.

La stagione sul rosso inizia per lui prendendo parte al Masters di Monte Carlo; con difficoltà arriva in finale dove batte Lorenzo Musetti in tre set. Prosegue il periodo di forma con la finale al Barcelona Open, persa contro Holger Rune per 6(6)–7, 2–6. Durante la partita subisce un infortunio all'adduttore della gamba destra e, per tale motivo, rinuncia a partecipare all'annuale Masters 1000 di Madrid. Ritorna sul campo direttamente agli Internazionali d'Italia dove raggiunge per la prima volta nel torneo la finale battendo i top 10 Draper e Musetti, entrambi in due set. In finale si impone su un rientrante Jannik Sinner in due set (7–6(5), 6–1); degno di nota il fatto di aver ceduto in tutta l'edizione un unico set, nella partita giocata con Karen Chačanov.
Al Roland Garros, dove è campione in carica, batte nuovamente Musetti in semifinale per ritrovarsi, in finale, di nuovo Sinner: anche in questo caso è lo spagnolo a prevalere, recuperando uno svantaggio di due set a zero e annullando ben tre match point consecutivi nel quarto set, sul punteggio di 5–3, 40–0 a favore dell'italiano. La finale, protrattasi per cinque ore e trenta e conclusasi con il risultato di 4–6, 6(4)–7, 6–4, 7–6(3), 7–6(2), è stata la più lunga nella storia del torneo parigino, nonché la seconda finale slam più lunga della storia  e proprio in virtù di ciò è stata più volte indicata da colleghi, tifosi e addetti ai lavori la miglior finale nella storia dell'Open di Francia, nonché uno degli incontri tennistici più avvincenti e spettacolari di tutti i tempi. Si tratta inoltre della prima partita per Carlos in cui riesce a rimontare dopo essere stato sotto due a zero ed è la prima volta che vince salvando match point dalla partita all'US Open 2022 proprio contro l'altoatesino. Con tale vittoria, Alcaraz ha raggiunto quota 12 "Big Titles" in soli 50 tornei disputati, con una media di uno ogni 4,2 eventi: meglio persino di Roger Federer (1 ogni 4,4). Solo Novak Djokovic (3,2) e Rafael Nadal (3,5) vantano una media superiore. Chiude la stagione su terra con un bilancio di 22 vittorie e una sola sconfitta.
Ritorna in campo sull'erba del Queen's Club di Londra vincendo il torneo. Il 13 luglio 2025 disputa la sua terza finale consecutiva a Wimbledon, dove non riesce a difendere il titolo e viene battuto da Jannik Sinner in quattro set, per 6–4, 4–6, 4–6, 4–6, ponendo fine alla striscia di vittorie consecutive (24). Inoltre è la prima finale slam persa da Alcaraz.
Torna in campo a Cincinnati, dove ritorna in finale battendo Rublev in tre set e Zverev in due. In finale si ritrova per la quarta volta di fila (non succedeva da Nadal-Djokovic 2011) Jannik Sinner, che però si ritira sul 5-0 dello spagnolo a causa di un problema di salute. Per Alcaraz è l’ottavo successo a livello 1000 della carriera e la quindicesima vittoria di fila in questa categoria di tornei.

## Caratteristiche tecniche
Giocatore a tutto campo, aggressivo e dotato di una notevole forza fisica, atletismo e resistenza che gli permettono recuperi e difese di primo livello, è considerato tra i migliori talenti tennistici di tutti i tempi. Molto rapido con i piedi, mostra una grande copertura del campo con grande sicurezza nei movimenti laterali, accentuati da spaccate ed allunghi in difesa. Basa il suo gioco su colpi estremamente potenti e con elevato topspin; dotato di un rovescio a due mani solido e potente, abile anche nell'uso dello slice, la sua arma migliore risulta tuttavia essere il diritto, il quale viene considerato uno dei più efficaci del circuito. Il servizio tocca punte di 220 km/h se giocato piatto (flat), ma dispone di un'ottima varietà in slice e soprattutto in kick, grazie al quale riesce ad aprirsi il campo. Una delle armi migliori dello spagnolo risulta essere il drop shot di diritto, anche se non disdegna quello di rovescio; è un colpo molto difficile da leggere per gli avversari e grazie al quale guadagna molti punti. Altra sua caratteristica tecnica distintiva è l'efficace risposta, soprattutto alla seconda di servizio (sviluppata in particolare nella stagione 2023), che gli permette di entrare in campo in modo aggressivo fin da subito. Inoltre, è dotato di grande resistenza fisica, che gli permette di giocare al meglio anche partite molto lunghe, e possiede un gioco di volo di alta qualità, non disdegnando anche il serve & volley. È spesso lodato per il suo gioco spettacolare e creativo, grazie alle frequenti palle corte e a colpi come tweener e lob. Queste caratteristiche lo rendono un giocatore in grado di adattarsi ed essere competitivo pressoché su ogni superficie.
Alla luce dei risultati ottenuti in giovane età, dello spirito combattivo, della solidità mentale (specie nei tornei più importanti) e dell'attitudine votata al lavoro e al sacrificio, Alcaraz è stato spesso indicato dagli addetti ai lavori come il successore del connazionale Rafael Nadal, sebbene lui abbia dichiarato di avere un gioco più simile a quello di Roger Federer.

## Statistiche

### Risultati in progressione nei tornei dello Slam
| Sigla | Risultato               |
| ----- | ----------------------- |
| V     | Vincitore               |
| F     | Finalista               |
| SF    | Semifinalista           |
| O     | Oro olimpico            |
| A     | Argento olimpico        |
| SF    | Bronzo olimpico         |
| QF    | Quarti di Finale        |
| 4T    | Quarto turno            |
| 3T    | Terzo turno             |
| 2T    | Secondo turno           |
| 1T    | Primo turno             |
| RR    | Round Robin             |
| LQ    | Turno di qualificazione |
| A     | Assente                 |
| ND    | Non disputato           |

| Legenda superfici    |
| -------------------- |
| Cemento              |
| Terra battuta        |
| Erba                 |
| Superficie variabile |

| Torneo                 | 2021 | 2022 | 2023 | 2024 | 2025 | Titoli | V-S   |
| Tornei del Grande Slam |      |      |      |      |      |        |       |
| Australian Open        | 2T   | 3T   | A    | QF   | QF   | 0 / 4  | 11–4  |
| Roland Garros          | 3T   | QF   | SF   | V    | V    | 2 / 5  | 25–3  |
| Wimbledon              | 2T   | 4T   | V    | V    | F    | 2 / 5  | 24–3  |
| US Open                | QF   | V    | SF   | 2T   |      | 1 / 4  | 17–3  |
| Vittorie-Sconfitte     | 8–4  | 16–3 | 17–2 | 19–2 | 17–2 | 5 / 17 | 77–13 |

### Vittorie (5)
| N. | Data              | Torneo                          | Superficie  | Avversari in finale | Punteggio                        |
| 1. | 11 settembre 2022 | US Open, New York               | Cemento     | Casper Ruud         | 6–4, 2–6, 7–6(1), 6–3            |
| 2. | 16 luglio 2023    | Torneo di Wimbledon, Londra     | Erba        | Novak Đoković       | 1–6, 7–6(6), 6–1, 3–6, 6–4       |
| 3. | 9 giugno 2024     | Roland Garros, Parigi           | Terra rossa | Alexander Zverev    | 6–3, 2–6, 5–7, 6–1, 6–2          |
| 4. | 14 luglio 2024    | Torneo di Wimbledon, Londra (2) | Erba        | Novak Đoković       | 6–2, 6–2, 7–6(4)                 |
| 5. | 8 giugno 2025     | Roland Garros, Parigi (2)       | Terra rossa | Jannik Sinner       | 4–6, 6(4)–7, 6–4, 7–6(3), 7–6(2) |

### Finali perse (1)
| N. | Data           | Torneo                      | Superficie | Avversario in finale | Punteggio          |
| 1. | 13 luglio 2025 | Torneo di Wimbledon, Londra | Erba       | Jannik Sinner        | 6–4, 4–6, 4–6, 4–6 |